# Eucrostes insularis
Eucrostes insularis är en fjärilsart som beskrevs av Louis Beethoven Prout 1912. Eucrostes insularis ingår i släktet Eucrostes och familjen mätare. Inga underarter finns listade i Catalogue of Life.